# Marius Panduru
Marius Panduru (* 3. März 1975 in Bukarest) ist ein rumänischer Kameramann.

## Leben und Werk
Panduru studierte Cinematografie an der Nationaluniversität der Theater- und Filmkunst „Ion Luca Caragiale“ in Bukarest mit einem Abschluss 2001.
Während der Zeit seines Studiums war die öffentliche Filmförderung in Rumänien praktisch zum Erliegen gekommen. Ab den frühen 2000er Jahren legte die Regierung dann ein großzügiges Programm zur Förderung der nationalen Filmproduktion auf. Das ermöglichte eine rumänisch-schweizerische Gemeinschaftsproduktion (Ryna), bei der Panduru zum ersten Mal als verantwortlicher Kameramann arbeiten konnte. Ab diesem Zeitpunkt drehte er mindestens zwei Spielfilme pro Jahr. 2009 kam es mit The Happiest Girl in the World zu einer ersten Zusammenarbeit mit dem rumänischen Filmregisseur und Dokumentarfilmer Radu Jude.
2013 war er Kameramann in dessen Kurzfilm „Shadow of a Cloud“ (O umbra de nor). 2014 folgte ein weiterer Kurzfilm, „It can pass through the wall“ (Trece si prin perete), die Verfilmung einer Tschechow-Novelle. Seit dieser Zeit haben Jude und Pandura immer wieder zusammengearbeitet. 2015 drehte Jude den Historienfilm Aferim! mit Panduru an der Kamera. Der Film gewann 23 Filmpreise und wurde für 7 weitere nominiert. Panduru wurde u. a. mit dem Chlotrudis Award 2017 als bester Kameramann ausgezeichnet und gewann einen Preis des Beijing International Film Festival.
2014 drehte er mit dem Politthriller „Why me?“ (De ce eu?) zum ersten Mal einen Film mit Tudor Giurgiu (* 1972), der mehrere Nominierungen für Filmpreise erhielt. „Parking“, ein Film über einen illegal nach Spanien eingereisten Roma-Migranten, der ebenfalls für eine Reihe von Filmpreisen nominiert wurde, war sein zweiter Film mit Giurgiu. 2020 und 2024 drehte er Filme mit Uberto Pasolini als Regisseur, von denen Nowhere Special 5 Preise gewann und weitere 8 Nominierungen erhielt. Der jüngste Film The Return, eine Adaption der Odyssee mit Ralph Fiennes als Odysseus und Juliette Binoche als Penelope, soll im September 2024 in Toronto uraufgeführt werden.

## Preise und Auszeichnungen
Pandaru gewann neun Filmpreise und wurde für fünf weitere nominiert.

## Filmografie (Auswahl)
- 2005: Ryna, Regie: Ruxandra Zenide
- 2006: Wie ich das Ende der Welt erlebte, Regie: Cătălin Mitulescu.
- 2006: 12:08 Jenseits von Bukarest, Regie: Cornelius Porumboiu
- 2007: Das Leben ist schwer, Regie Garbriel Sîrbu (Kurzspielfilm)
- 2009: The Happiest Girl in the World, Regie: Radu Jude
- 2009: Weekend with My Mother, Regie: Stere Gulea
- 2014: Closer to the Moon, Regie: Nae Caranfil
- 2015: Aferim!, Regie: Radu Jude
- 2016: Mir ist es egal, wenn wir als Barbaren in die Geschichte eingehen, Regie: Radu Jude
- 2018: Yet To Rule, Regie: Mihaela Popescu
- 2018: Mir ist es egal, wenn wir als Barbaren in die Geschichte eingehen, Regie: Radu Jude
- 2018: Ein Licht zwischen den Wolken, Regie: Robert Budina
- 2019: Crime & Punishment, Regie: Radu Jude
- 2018: Mir ist es egal, wenn wir als Barbaren in die Geschichte eingehen, Regie: Radu Jude
- 2019: Ein Licht zwischen den Wolken, Regie: Robert Budina
- 2020: Police, Adjective, Regie: Cornelius Porumboiu
- 2020: Nowhere Special, Regie: Uberto Pasolini
- 2020: Uppercase Print, Regie: Radu Jude
- 2020: Poppy Feld, Regie: Eugen Jebeleanu
- 2021: Bad Luck Banging or Loony Porn, Regie: Radu Jude
- 2022: Potemkinistii, Regie: Radu Jude (Kurzfilm)
- 2023: Erwarte nicht zuviel vom Ende der Welt, Regie: Radu Jude
- 2023: Kretsul, Regie: Alexandra Likhacheva
- 2024: The Return, Regie: Uberto Pasolini
- 2025: Dracula, Regie: Radu Jude